# Adam Tooze

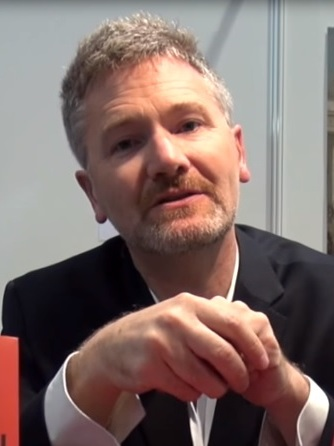
Adam Tooze (2015)

John Adam Tooze (* 5. Juli 1967 in London) ist ein britischer Wirtschaftshistoriker und Hochschullehrer.

## Leben
Adam Tooze wurde 1967 in London geboren. Seine Eltern zogen mit ihrem sechsjährigen Sohn nach Heidelberg, wo sein Vater John Tooze eine Forschungsstelle als Molekularbiologe antrat. Als sich zehn Jahre später seine Eltern trennten, kehrte er mit seiner Mutter nach England zurück. Tooze studierte am King’s College (Cambridge) und an der FU Berlin Volkswirtschaftslehre. 1996 wurde er an der London School of Economics and Political Science bei Alan Milward zum Ph.D. promoviert. In seiner Dissertation, die mit mehreren Wissenschaftspreisen ausgezeichnet wurde, befasste er sich mit der Verbindung zwischen der Entstehung der modernen, nationalen Statistik und der Krise des deutschen Staates zwischen 1900 und 1945. Tooze lehrte 1996 Wirtschaftsgeschichte am Jesus College der University of Cambridge, ehe er 2009 Professor für moderne deutsche Geschichte an der Yale University wurde. 2015 wechselte er an die Columbia University in New York als Kathryn and Shelby Cullom Davis Professor of History.

## Werk
Mit seinem 2006 veröffentlichten Buch Wages of Destruction: The Making and Breaking of the Nazi Economy (dt.: Ökonomie der Zerstörung. Die Geschichte der Wirtschaft im Nationalsozialismus) gewann er den Wolfson History Prize. Es gilt heute (2. Aufl. 2018) als Standardwerk zur Wirtschaft im Nationalsozialismus. Wirtschaftlicher Erfolg erschien nur möglich durch eine „aggressive, auf militärischer Stärke beruhende Außenpolitik“ (179). Stresemanns Weg einer inneren Landnahme kombiniert mit einem internationalen Multilateralismus wurde aufgegeben. Die Aufrüstung wurde zur entscheidenden Zwischenphase, die Folge der „Ökonomie der Zerstörung“ des NS-Regimes wurde der Raubkrieg: „Die Eroberung der Sowjetunion war das Mittel zum Zweck, das Reich zu stabilisieren und es auf die ultimative Konfrontation mit den Westmächten vorzubereiten.“ Gegenüber einer rein ideologischen Begründung der Judenvernichtung brachte Tooze nach Christian Gerlach die fehlenden Ernährungsressourcen zur Geltung, die auf Zwangsarbeit in jeder Form konzentriert werden mussten.
Einer breiteren deutschen Öffentlichkeit wurde Tooze 2005 mit seiner Kritik an dem Buch Hitlers Volksstaat von Götz Aly bekannt.
Tooze gehörte der unabhängigen Historikerkommission an, die vom Bundesministerium der Finanzen am 14. Juli 2009 eingesetzt wurde, um die NS-Verstrickungen des Reichsfinanzministeriums aufzuklären. 2018 hat diese ihre Arbeit beendet.
In seinem 2015 erschienenen Buch Sintflut. Die Neuordnung der Welt 1916–1931 (deutsch 2017) nimmt Tooze eine Neuinterpretation der Zeit seit dem Ersten Weltkrieg vor. Er rückt dabei die Rolle der Vereinigten Staaten in den Vordergrund. Für Tooze ist die Nachkriegsordnung durch eine Dominanz der – ganz besonders durch die USA repräsentierten – liberalen, kapitalistischen Demokratie geprägt, die erst mit der Weltwirtschaftskrise seit 1929 ernsthaft in Bedrängnis geraten sei. Im Gegensatz zu früheren Interpretationen, in denen die USA in den 1920er Jahren eher als isolationistisch und an der Weltpolitik unbeteiligt erschienen, sieht Tooze sie in der zentralen Rolle, einer Rolle der wirtschaftlichen und diplomatischen Dominanz. Auch Präsident Woodrow Wilson sei keineswegs ein idealistischer Träumer gewesen, sondern ein konsequenter Machtpolitiker, der die USA erfolgreich als Weltmacht etabliert habe, um eine Pax Americana zu sichern. Auch die Gegner des liberalen Modells – Faschisten, Nationalsozialisten, Kommunisten – hätten diese Dominanz anerkannt. Die Radikalität und Gewalttätigkeit ihrer Alternativmodelle seien teilweise auch dadurch erklärbar, dass sie das von ihnen bekämpfte liberale Modell Amerikas für so machtvoll und schwer bezwingbar hielten.

## Publizistisches Wirken und Rezeption
Tooze ist auf Twitter sehr aktiv, schreibt für Zeitschriften wie The New Statesman oder Foreign Policy. Er betreibt den Newsletter Chartbook, ein Blog und einen Podcast. Joseph Stiglitz und Tooze warnten 2021 in einem Artikel davor, Christian Lindner den Posten des Bundesfinanzministers zu überlassen, und kritisieren seine finanzpolitischen Positionen als eine „Anhäufung konservativer Klischees“ einer „vergangenen Ära“, die „nach drei Jahrzehnten der Krise auf den Finanzmärkten, in der Geopolitik [und] im Umweltbereich“ obsolet geworden seien. In die Tat umgesetzt würden diese eine Gefahr für die wirtschaftliche Zukunft Deutschlands und Europas darstellen. In der Interview-Sendung Jung & Naiv bekräftigte Tooze 2023 seine Kritik. Das Interview wurde 2024 für den Grimme-Preis nominiert.
Im November 2023 war Tooze Mitautor eines Gastbeitrags im Guardian, der einen Beitrag von u. a. Jürgen Habermas kritisierte. Habermas und Kollegen beschrieben Israels militärisches Vorgehen nach dem Terrorangriff der Hamas 2023 als gerechtfertigt und warnten vor wachsendem Antisemitismus. Tooze und seine Mitautoren warfen den Autoren des Beitrags daraufhin einseitige Parteinahme für Israel vor und hielten es für berechtigt zu fragen, ob durch das israelische Vorgehen „die rechtlichen Standards für Völkermord erfüllt seien“. Der Beitrag wiederum rief Antisemitismusvorwürfe vom österreichischen Kulturmanager Gerald Matt und vom ehemaligen Herausgeber der rechtsgerichteten deutschen Tageszeitung Die Welt Thomas Schmid hervor. Ein weiterer offener Brief als Reaktion auf den Beitrag von Habermas, verfasst von u. a. Omer Bartov, weist jedoch die Sichtweise zurück, dass diejenigen, die die Rechte der Palästinenser verteidigen, automatisch antisemitische Motive hätten.
Tooze war 2024 Erstunterzeichner der Berlin Summit Declaration des Forum New Economy die wo die Notwendigkeit eines neuen politischen Konsenses unterstreicht, der die Ursachen des öffentlichen Misstrauens in liberalen Demokratien angeht. Er plädiert für eine Politik, die ein Gleichgewicht zwischen Marktkräften und kollektivem Handeln herstellt, in innovative staatliche Funktionen investiert und die Marktkonzentration verringert, um eine gerechte Wohlstandsverteilung und wirksame Klimaschutzmaßnahmen zu fördern. Seit Anfang 2025 ist Adam Tooze gemeinsam mit Isabella M. Weber und Maurice Höfgen Herausgeber des Wirtschaftsmagazins Surplus.
Seit Anfang 2025 ist Adam Tooze gemeinsam mit Isabella M. Weber und Maurice Höfgen Herausgeber des deutschsprachigen Wirtschaftsmagazins Surplus, „das sich um die Interessen der großen Mehrheit und nicht der Reichsten dreht“.

## Schriften
- Statistics and the German State 1900–1945: the Making of Modern Economic Knowledge. Cambridge University Press, Cambridge 2001.
- Wages of Destruction: The Making and Breaking of the Nazi Economy. Penguin, London/New York 2006.
  - deutsch: Ökonomie der Zerstörung. Die Geschichte der Wirtschaft im Nationalsozialismus. Aus dem Englischen von Yvonne Badal. Siedler Verlag, München 2007, ISBN 978-3-88680-857-1 (Online-Leseprobe (Memento vom 29. Oktober 2019 im Internet Archive)).
- The Deluge: The Great War and the Remaking of Global Order 1916–1931. Allan Lane, London 2014, ISBN 978-1-84614-034-1.
  - deutsch: Sintflut. Die Neuordnung der Welt 1916–1931. Aus dem Englischen von Norbert Juraschitz und Thomas Pfeiffer. Siedler Verlag, München 2015, ISBN 978-3-88680-928-8 (Review-Symposium zum Buch bei H-Soz-Kult).
- Hrsg. mit Tim B. Müller: Normalität und Fragilität. Demokratie nach dem Ersten Weltkrieg. Hamburger Edition, Hamburg 2015, ISBN 978-3-86854-294-3.
- Crashed. How a Decade of Financial Crises Changed the World. Penguin, London 2018, ISBN 978-1-84614-036-5.
  - deutsch: Crashed. Wie zehn Jahre Finanzkrise die Welt verändert haben. Übersetzung Norbert Juraschitz, Karsten Petersen, Thorsten Schmidt. Siedler Verlag, München 2018, ISBN 978-3-8275-0085-4.
- Shutdown: How Covid Shook the World’s Economy. Allen Lane, London 2021, ISBN 978-0-241-48587-3.
  - deutsch: Welt im Lockdown. Die globale Krise und ihre Folgen. C.H. Beck, München 2021, ISBN 978-3-406-77346-4.

## Preise (Auswahl)
- 2006: Wolfson History Prize
- 2014: Los Angeles Times Book Prize
- 2019: Lionel Gelber Prize
- 2019: Hans-Matthöfer-Preis für Wirtschaftspublizistik.
- 2023: Preis für Wirtschaftspublizistik der Keynes-Gesellschaft.[21]